# Estação Ferroviária de Vale de Prazeres
A Estação Ferroviária de Vale de Prazeres (nome anteriormente grafado como "Valle") é uma interface de caminhos de ferro da Linha da Beira Baixa, que serve a povoação de Vale de Prazeres, no Distrito de Castelo Branco, em Portugal.

## Descrição

### Localização e acessos
Esta interface tem acesso pela Estrada da Estação, junto à localidade de Vale de Prazeres: dista mais de meio quilómetro da paragem de autocarro mais próxima.
A Linha da Beira Baixa constitui o limite da Paisagem Protegida Regional da Serra da Gardunha entre os seus PK 127+5 e PK 139+3, incluindo o local desta interface.

### Infraestrutura
Esta interface apresenta apenas duas vias de circulação (I e II), ambas com 632 m de extensão e cada uma acessível por plataforma de 150 m de comprimento e 685 mm de altura. O edifício de passageiros situa-se do lado sul da via (lado direito do sentido ascendente, para Guarda).

### Serviços
Em dados de 2023, esta interface é servida por comboios de passageiros da C.P. de tipo regional, com quatro circulações diárias em cada sentido entre Castelo Branco ou Entroncamento ou Lisboa - Santa Apolónia e Guarda ou Covilhã.

## História

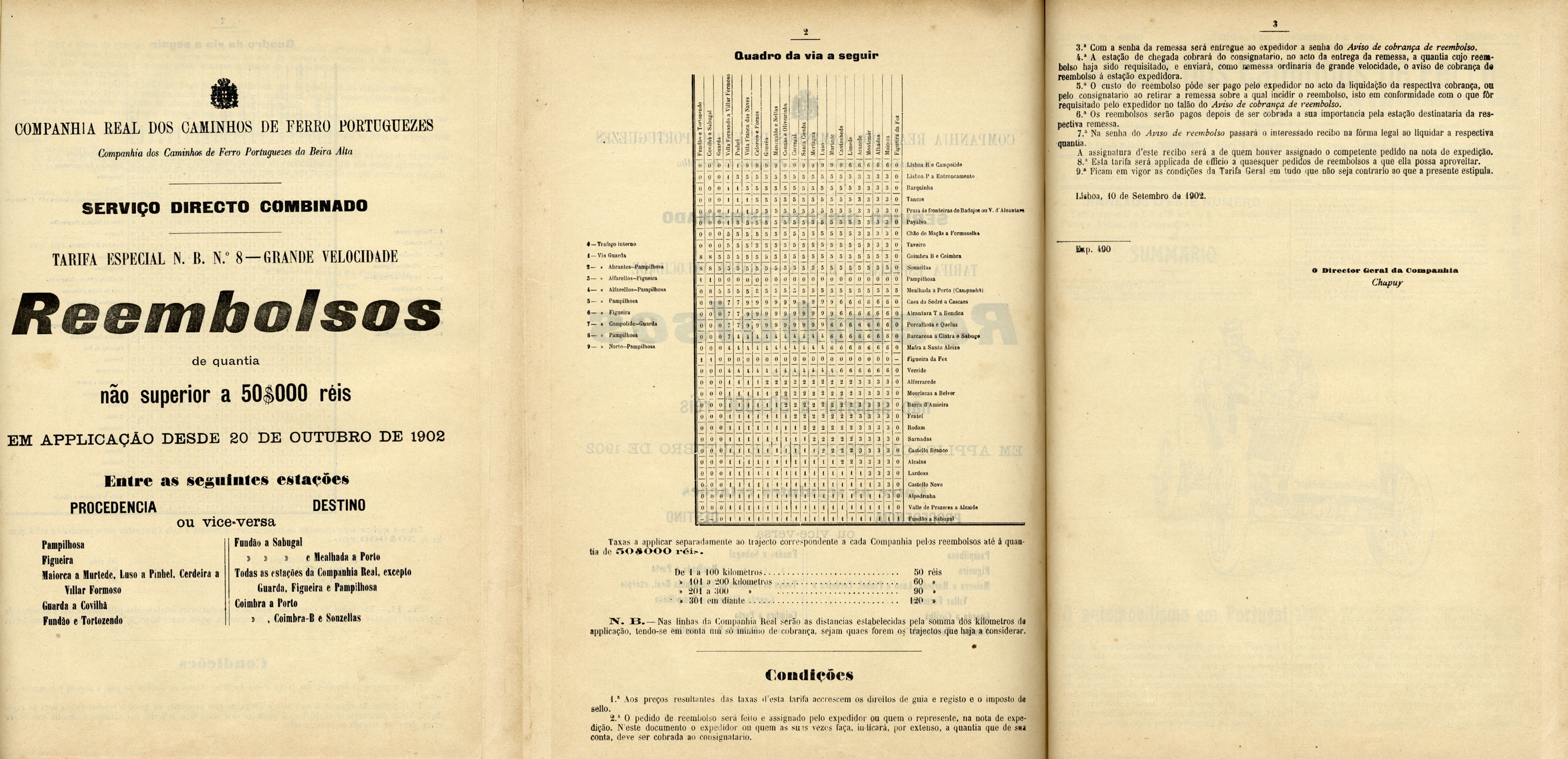
Neste anúncio de 1902, esta interface surge com a denominação primitiva, Valle de Prazeres.

Esta interface situa-se entre as Estações de Abrantes e Covilhã, troço este que começou a ser construído nos finais de 1885, e entrou em exploração no dia 6 de Setembro de 1891. Fez parte deste troço desde a sua inauguração, com o nome de Valle de Prazeres, e a categoria de apeadeiro. Nos dias 5 e 6 de Setembro, a Companhia Real organizou comboios inaugurais até Castelo Branco e Covilhã, que tiveram paragem nesta gare.
Esta interface tinha a classificação de estação até pelo menos 1980, surgindo porém como apeadeiro em 1985, tendo sido repromovida a estação após 1988. Neste ano, a operadora Caminhos de Ferro Portugueses introduziu os comboios Intercidades na Linha da Beira Baixa, que eram mais rápidos mas tinham menos paragens, tendo esta interface ficado sem quaisquer serviços. A empresa tinha-se comprometido a criar comboios alternativos, de forma a servir as populações que não estavam incluídas nas paragens dos Intercidades, mas esta solução não abrangeu Vale de Prazeres. Em 24 de Setembro desse ano, o presidente da Junta de Freguesia, Aurélio Salvado Sanches, apresentou uma moção de protesto contra a operadora na Assembleia Municipal do Fundão, mas sem resultados. Assim, no dia 2 de Outubro a população manifestou-se na estação de Vale de Prazeres e bloqueou a via férrea, tendo impedido que um comboio Intercidades continuasse a sua marcha durante cerca de três horas.

Em Janeiro de 2011, apresentava duas vias de circulação, com 1150 e 987 m de comprimento, e duas plataformas, com 99 e 160 m de extensão, e 35 e 70 cm de altura — valores mais tarde ampliados para os atuais.

## Observações
1. ↑  Não confundir com a Rua da Estação, na freguesia contígua, que serve a vizinha estação de Alpedrinha.